# آی ای ال پروداکشنز
این فراورده یک خنده است (ایتز ا لف) یا به اختصار آی‌ای‌ال‌پی (به انگلیسی: It's a Laugh Productions) یک شرکت تولیدی متعلق به شبکه جهانی دیزنی است که کمدی موقعیت‌های نوجوانان را بر روی شبکه دیزنی و دیزنی XD پخش می‌کند.

این شرکت در تاریخ ۳ نوامبر ۲۰۰۳ به ثبت رسیده و توسط دان مینک و امی رابینز تأسیس شد.

## سریال ها
| #  | نام                                     | تاریخ شروع      | تاریخ پایان     | تعداد اپیزود ها | شبکه       |
| -- | --------------------------------------- | --------------- | --------------- | --------------- | ---------- |
| 1  | زندگی سوئیت زاک و کودی                  | ۱۸ مارس ۲۰۰۵    | ۱ سپتامبر ۲۰۰۸  | ۸۷              | شبکه دیزنی |
| 2  | هانا مونتانا                            | ۲۴ مارس ۲۰۰۶    | ۱۶ ژانویه ۲۰۱۱  | ۹۸              | شبکه دیزنی |
| 3  | Cory in the House                       | ۱۲ ژانویه ۲۰۰۷  | ۱۲ سپتامبر ۲۰۰۸ | ۳۴              | شبکه دیزنی |
| 4  | جادوگران محله ویورلی                    | ۱۲ اکتبر ۲۰۰۷   | ۶ ژانویه ۲۰۱۲   | ۱۰۶             | شبکه دیزنی |
| 5  | The Suite Life on Deck                  | ۲۶ سپتامبر ۲۰۰۸ | ۶ مه ۲۰۱۱       | ۷۱              | شبکه دیزنی |
| 6  | Sonny with a Chance                     | ۸ فوریه ۲۰۰۹    | ۲ ژانویه ۲۰۱۱   | ۴۷              | شبکه دیزنی |
| 7  | جوناس                                   | ۲ مه ۲۰۰۹       | ۳ اکتبر ۲۰۱۰    | ۳۴              | شبکه دیزنی |
| 8  | I'm in the Band                         | ۲۷ نوامبر ۲۰۰۹  | ۹ دسامبر ۲۰۱۱   | ۴۱              | Disney XD  |
| 9  | Good Luck Charlie                       | ۴ آوریل ۲۰۱۰    | ۱۶ فوریه ۲۰۱۴   | ۹۷              | شبکه دیزنی |
| 10 | Pair of Kings                           | ۱۰ سپتامبر ۲۰۱۰ | ۱۸ فوریه ۲۰۱۳   | ۶۷              | Disney XD  |
| 11 | Shake It Up                             | ۷ نوامبر ۲۰۱۰   | ۱۰ نوامبر ۲۰۱۳  | ۷۵              | شبکه دیزنی |
| 12 | مدرسه نوابغ                             | ۶ مه ۲۰۱۱       | ۲۱ مارس ۲۰۱۴    | ۶۲              | شبکه دیزنی |
| 13 | So Random!                              | ۵ ژوئن ۲۰۱۱     | ۲۵ مارس ۲۰۱۲    | ۲۶              | شبکه دیزنی |
| 14 | Kickin' It                              | ۱۳ ژوئن ۲۰۱۱    | ۲۵ مارس ۲۰۱۵    | ۸۴              | Disney XD  |
| 15 | جسی                                     | ۳۰ سپتامبر ۲۰۱۱ | ۱۶ اکتبر ۲۰۱۵   | ۹۸              | شبکه دیزنی |
| 16 | آستین و آلی                             | ۲ دسامبر ۲۰۱۱   | ۱۰ ژانویه ۲۰۱۶  | ۸۷              | شبکه دیزنی |
| 17 | موش‌های آزمایشگاهی                       | ۲۷ فوریه ۲۰۱۲   | ۳ فوریه ۲۰۱۶    | ۹۰              | Disney XD  |
| 18 | Crash & Bernstein                       | ۸ اکتبر ۲۰۱۲    | ۱۱ اوت ۲۰۱۴     | ۳۹              | Disney XD  |
| 19 | Dog with a Blog                         | ۱۲ اکتبر ۲۰۱۲   | ۲۵ سپتامبر ۲۰۱۵ | ۶۹              | شبکه دیزنی |
| 20 | لیو و مدی                               | ۱۹ ژوئیه ۲۰۱۳   | اکنون           | ۶۸              | شبکه دیزنی |
| 21 | پزشکان قهرمان                           | ۷ اکتبر ۲۰۱۳    | ۹ سپتامبر ۲۰۱۵  | ۴۴              | Disney XD  |
| 22 | I Didn't Do It                          | ۱۷ ژانویه ۲۰۱۴  | ۱۶ اکتبر ۲۰۱۵   | ۳۹              | شبکه دیزنی |
| 23 | Girl Meets World                        | ۲۷ ژوئن ۲۰۱۴    | اکنون           | ۶۶              | شبکه دیزنی |
| 24 | K.C. Undercover                         | ۱۸ ژانویه ۲۰۱۵  | اکنون           | ۴۶              | شبکه دیزنی |
| 25 | Best Friends Whenever                   | ۲۶ ژوئن ۲۰۱۵    | اکنون           | ۲۸              | شبکه دیزنی |
| 26 | Gamer's Guide to Pretty Much Everything | ۲۲ ژوئیه ۲۰۱۵   | اکنون           | ۳۲              | Disney XD  |
| 27 | Bunk'd                                  | ۳۱ ژوئیه ۲۰۱۵   | اکنون           | ۲۸              | شبکه دیزنی |
| 28 | موش های آزمایشگاهی: نیروی نخبگان        | ۲ مارس ۲۰۱۶     | ۲۲ اکتبر ۲۰۱۶   | ۱۵              | Disney XD  |
| 29 | Bizaardvark                             | ۲۴ ژوئن ۲۰۱۶    | اکنون           | ۱۲              | شبکه دیزنی |

## فیلم ها

### فیلم های سینمایی
| # | عنوان              | زمان انتشار   | بودجه          | گیشه            | آرتی | آی ام دی بی |
| - | ------------------ | ------------- | -------------- | --------------- | ---- | ----------- |
| 1 | هانا مونتانا: فیلم | ۱۰ آوریل ۲۰۰۹ | ۳۵ میلیون دلار | ۱۵۵ میلیون دلار | 44%  | 3.7         |

### فیلم های تلویزیونی
| # | عنوان                              | زمان انتشار   |
| - | ---------------------------------- | ------------- |
| 1 | جادوگران محله ویورلی: فیلم         | ۲۸ اوت ۲۰۰۹   |
| 2 | The Suite Life Movie               | ۲۵ مارس ۲۰۱۱  |
| 3 | Good Luck Charlie, It's Christmas! | ۲ دسامبر ۲۰۱۱ |
| 4 | The Wizards Return: Alex vs. Alex  | ۱۵ مارس ۲۰۱۳  |